# Born Again
Born Again (укр. Народжений наново) — одинадцятий студійний альбом англійської групи Black Sabbath, який був випущений 7 серпня 1983 року. Перший і останній альбом гурту з вокалістом Ієном Ґілланом.

## Композиції
Автор музики і слів Тоні Айоммі, Ґізер Батлер, Білл Ворд, Ієн Ґіллан. 
| #  | Назва                   | Тривалість |
| -- | ----------------------- | ---------- |
| 1. | «Trashed»               | 4:16       |
| 2. | «Stonehenge»            | 1:58       |
| 3. | «Disturbing the Priest» | 5:49       |
| 4. | «The Dark»              | 0:45       |
| 5. | «Zero the Hero»         | 7:35       |
| 6. | «Digital Bitch»         | 3:39       |
| 7. | «Born Again»            | 6:34       |
| 8. | «Hot Line»              | 4:52       |
| 9. | «Keep it Warm»          | 5:36       |

## Склад
- Ієн Ґіллан: вокал
- Тоні Айоммі: гітара
- Ґізер Батлер: бас
- Білл Ворд: ударні